# نهر ساكمارا
نهر ساكمارا ( (بالروسية: Сакмара)‏ . (بالباشقيرية: Һаҡмар)‏، Haqmar) هو نهر في روسيا ينبع من الطرف الجنوبي لجبال الأورال جنوبًا في نهر الأورال. إنه 760 كيلومتر (470 ميل) طويلة. إنه رافد لنهر الأورال، الذي يلتقي به في أورينبورغ .

## مسار

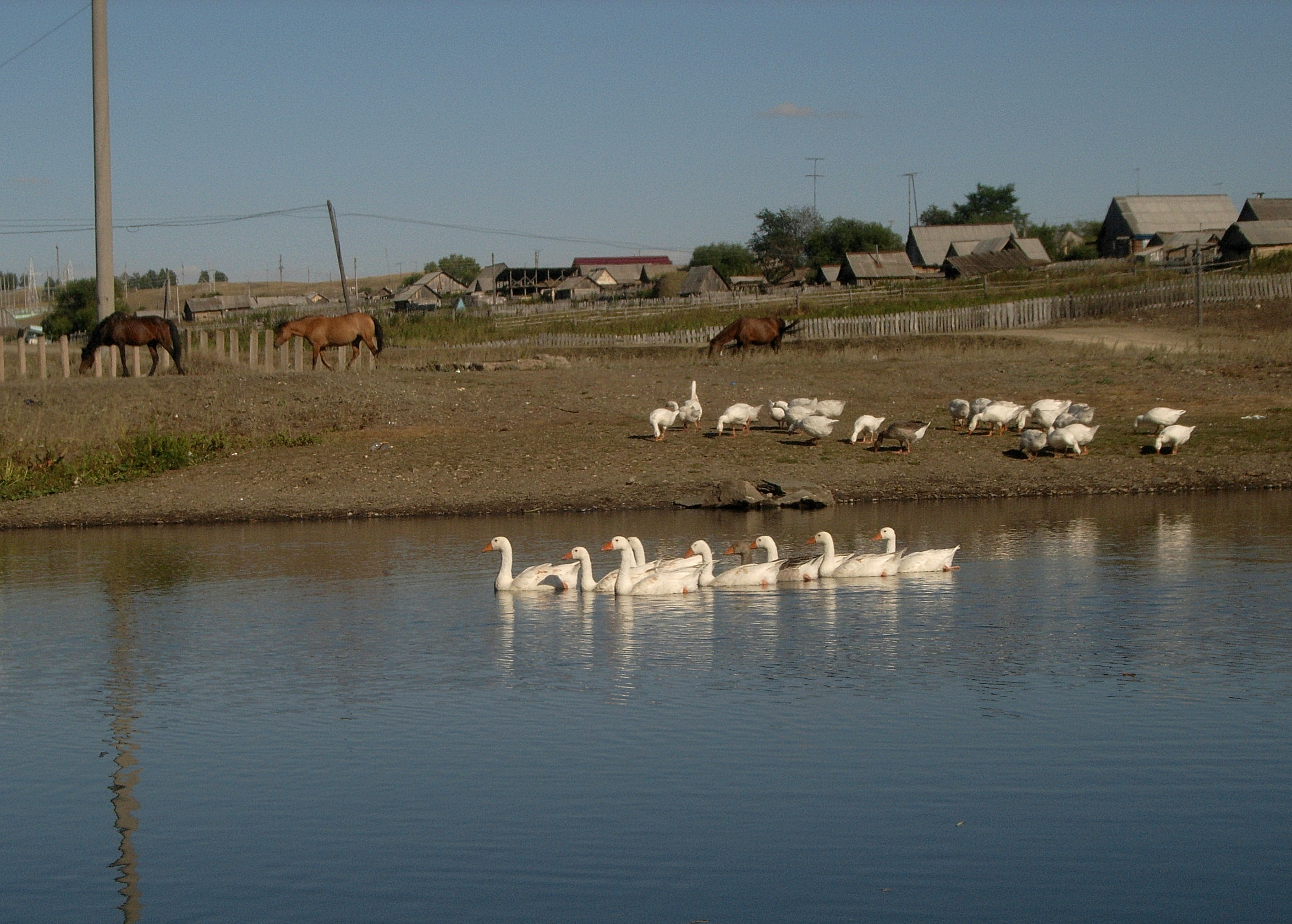
قرية يولدباييفو، نهر ساكمارا، أغسطس.

مصدر نهر ساكمارا في جمهورية باشكورستان . المدن الأخرى على طول ساكمارا هي يولديباييفو وكوفانديك ومحطة قطار ساراكتاش وقلعة ووزدويزنسكايا (أورنبرغ أوبلاست).
ينبع في جبال الأورال الجنوبية حوالي 60 كيلومتر (37 ميل) غرب - جنوب غرب مغنيتاغورسك ويتدفق جنوبا عبر وادي مع بعض التطور إلى كانيون. في كوفنديك، ينعرج غربًا، ويترك الجبال ويتدفق غربًا موازيًا لنهر الأورال مع العديد من التعرجات لنحو 150 كيلومتر (93 ميل) (مسافة خط مستقيم) قبل أن يتجه جنوبًا ليلتقي الأورال. الروافد الرئيسية هي نهر سليميش ونهر بولشوي إيك، وكلاهما من الشمال.

## جيولوجيا
ينتمي الزمن الجيولوجي لنهر ساكمارا إلى عصر الساكماري من العصر البرمي من